# 81-мм міномет L16
81-мм міномет L16 — британський батальйонний міномет

## Історія
Розроблений у 1965/6 для заміни Ordnance ML 3 inch Mortar. Нині є стандартним мінометом британської армії, США та багатьох країн світу.

## Характеристики
- маса ствола: 12,7 кг
- маса підйомного механізму: 12,3 кг
- маса опорної плити: 11,6 кг
- маса міни: 4,2 кг
- мінімальна дальність стрільби: 100 м

## Країни— експлуатанти
- Австралія: під назвою F2
- Австрія
- США: виготовляється по ліцензії з незначними змінами як M252.
- Бахрейн
- Бразилія
- Індія
- Ямайка
- Кенія
- Мальта
- Марокко
- Нігер
- Норвегія
- Нова Зеландія
- Оман
- Португалія
- Сомалі
- ОАЕ
- Велика Британія
- Зімбабве